# 4604 Stekarstrom
4604 Stekarstrom eller 1987 SK är en asteroid i huvudbältet som upptäcktes den 18 september 1987 av de båda japanska astronomerna Takeshi Urata och Kenzo Suzuki i Toyota. Den är uppkallad efter Stephen och Karen Strom.